# Бутаутас, Рамунас
Рамунас Бутаутас (лит. Ramūnas Butautas, род. 22 мая 1964, Каунас, СССР) — литовский баскетбольный тренер. Сын Стяпаса Бутаутаса.

## Карьера
Рамунас Бутаутас — воспитанник каунасского баскетбола. В составе юношеской сборной СССР (U-16) стал победителем чемпионата Европы-1981. Выступал за дубль каунасского «Жальгириса», вильнюсскую «Статибу», рижский СКА, клубы Польши. В 29 лет завершил игровую карьеру.
В качестве тренера работал с клубами Литвы, Латвии, Украины, Казахстана.
28 декабря 2006 года назначен главным тренером сборной Литвы, привёл её к бронзовым медалям чемпионата Европы-2007. В сентябре 2009 года покинул сборную Литвы.

## Достижения

### В качестве игрока
- Чемпион Европы среди юношей (U-16): 1981

### В качестве тренера
- Бронзовый призёр чемпионата Европы: 2007
- Чемпион мира среди молодёжных команд (U-21): 2005
- Бронзовый призёр чемпионата Европы среди молодёжных команд (U-20): 2004
- Серебряный призёр Балтийской баскетбольной лиги: 2010/2011
- Бронзовый призёр Балтийской баскетбольной лиги: 2004/2005, 2007/2008, 2011/2012
- Чемпион Казахстана: 2014/2015
- Чемпион Латвии: 2006/2007, 2010/2011, 2011/2012, 2012/2013
- Серебряный призёр чемпионата Латвии: 2007/2008, 2013/2014
- Бронзовый призёр чемпионата Латвии: 2005/2006
- Бронзовый призёр чемпионата Литвы: 2003/2004, 2004/2005